# Boccaccio (operett)

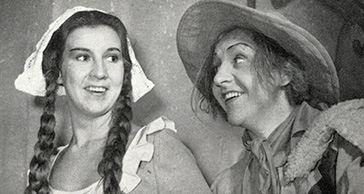
Kjerstin Dellert och Rutger Nygren i Boccaccio på Stora Teatern, Göteborg 1951.

Boccaccio, oder Der Prinz von Palermo är en operett i tre akter med musik av Franz von Suppé och tyskspråkigt libretto av Camillo Walzel och Richard Genée, baserat på en pjäs av Jean-François-Antoine Bayard, Adolphe de Leuven, Léon Lévy Brunswick och Arthur de Beauplan, som i sin tur bygger på  novellsamlingen Decamerone av Giovanni Boccaccio som är operettens huvudperson och hjälte.

## Historia
I början av 1878 förevisades Suppé den text av librettisterna Walzel och Genée, vilken skulle komma att bli den mest populära av alla wieneroperetter: Boccaccio. Suppé var nu i 60-årsåldern och hade med inkomsterna från Fatinitza köpt sig en egendom i Gars am Kamp i Österrike. Han gillade texten men komponerade ingenting förrän under fyra intensiva veckor på hösten.
Operettens huvudperson hade de två librettisterna hämtat från litteraturhistorien. Giovanni Boccaccio var en florentinsk novellist på 1300-talet som vann ryktbarhet genom den ganska vågade novellsamlingen Decamerone. I operetten går han själv omkring som centralfigur bland sina diktade personer och intrigen är byggd på motiv från en del av historierna. Boccaccio upplever själv alla sina intriger och är hjälte i otaliga amorösa eskapader, innan han en dag förälskar sig i den unga Fiametta och slutligen förenar sina öden med henne. Till handlingen komponerade Suppé en musik där han använde allt sitt rika kunnande och där han briljerade med italienskt klingande melodier och rytmer. Men Suppé var samtidigt så mycket wienare att han inte kunde låta bli att skriva medryckande marschmelodier åt sin hjälte.
Operetten hade urpremiär på Carltheater i Wien den 1 februari 1879 och överträffade mottagandet av Fatinitza. Det var en efterlängtad återkomst för Suppé, som därmed åter satte Wien på musikkartan, inte minst efter det att Johann Strauss den yngres operett Blindekuh gjort fiasko i Wien några veckor tidigare.
Den svenska premiären ägde rum på Nya Teatern i Stockholm den 11 december 1879 med Carolina Östberg i huvudrollen. I Sverige har den spelats på Oscarsteatern 1907, 1915, 1920, 1921 och på Stockholmsoperan med premiär den 4 maj 1929 och den iscensattes där åter med premiär den 8 maj 1954 i nyöversättning av Gösta Rybrant.
De första femtio åren var det vanligt att såväl Boccaccio som hans studentvänner spelades av kvinnliga artister. I Sverige har sålunda Boccaccio spelats av Anna Norrie, Naima Wifstrand och Gertrud Pålson-Wettergren. 1954 då österrikaren Adolf Rott regisserade sin egen bearbetning av operetten på Kungliga Operan var det emellertid Per Grundén som spelade titelrollen och Elisabeth Söderström som framställde Fiametta.

## Personer
| Roller                                                 | Röststämma  | Premiärbesättning 1 februari 1879 |
| ------------------------------------------------------ | ----------- | --------------------------------- |
| Fiametta, Lambertuccios fosterdotter                   | sopran      | Rosa Streitmann                   |
| Giovanni Boccaccio, novellist och poet                 | mezzosopran | Antonie Link                      |
| Beatrice, Lambertuccios fru                            | sopran      |                                   |
| Isabella, Lotteringhis fru                             | mezzosopran |                                   |
| Peronella                                              | kontraalt   |                                   |
| Pietro, Prins av Palermo                               | tenor       |                                   |
| Lambertuccio, handelsman                               | baryton     |                                   |
| Lotteringhi, snickare                                  | baryton     | Franz Tewele                      |
| Scalza, barberare                                      | baryton     |                                   |
| Leonello, Boccaccios studentvän                        | baryton     |                                   |
| Checco, en tiggare                                     | bas         | Carl Blasel                       |
| Fratelli, bokhandlare                                  | baryton     |                                   |
| Majordomo                                              | baryton     |                                   |
| Kör: Tiggare, studenter, tjänare, Donna Pulcis döttrar |             |                                   |

## Berömda arior
- "Ich sehe einen jungen Mann dort stehn" (Boccaccio)
- "Hab' ich nur deine Liebe" (Fiametta, senare i duett med Boccaccio)
- Act 1 Final (bokbålet)
- Serenade (Boccaccio, Pietro, Leonetto)
- Snickarens sång (Lotteringhi)
- Valstrio "Wie pocht mein Herz so ungestüm" (Fiametta, Isabella, Peronella)
- Duett "Florenz hat schöne Frauen (Mia bella florentina)" (Fiametta, Boccaccio)
- Act 3 Final

## Handling
Tid: 1331.
Plats: Florens.
I det medeltida Florens har poeten Boccaccios erotiska noveller orsakat skandal och befolkningens omdömen skiftar allt ifrån kvinnliga anhängare till negativa och svartsjuka äkta män. Boccaccios kvinnotycke och amorösa äventyr leder till att de äkta männen börjar planera att driva Boccaccio ut ur staden och sedan låta honom fängslas. Men Boccaccio har andra planer, däribland att vinna hertigens dotter Fiamettas gunst, vilket han så småningom lyckas med.

## Svenska titelrollsinnehavare

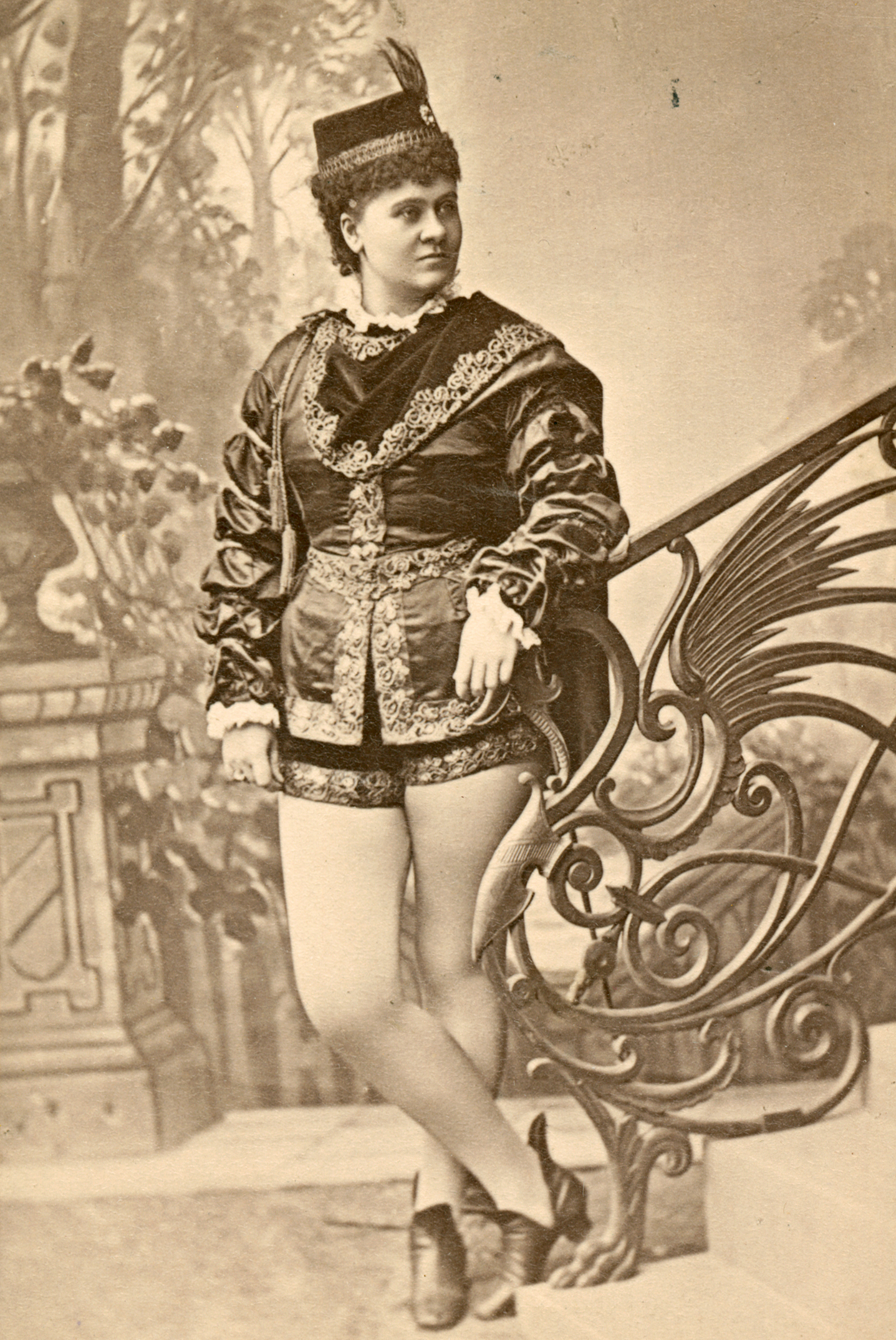
Carolina Östberg spelade titelrollen vid den svenska urpremiären på Nya Teatern 1879.
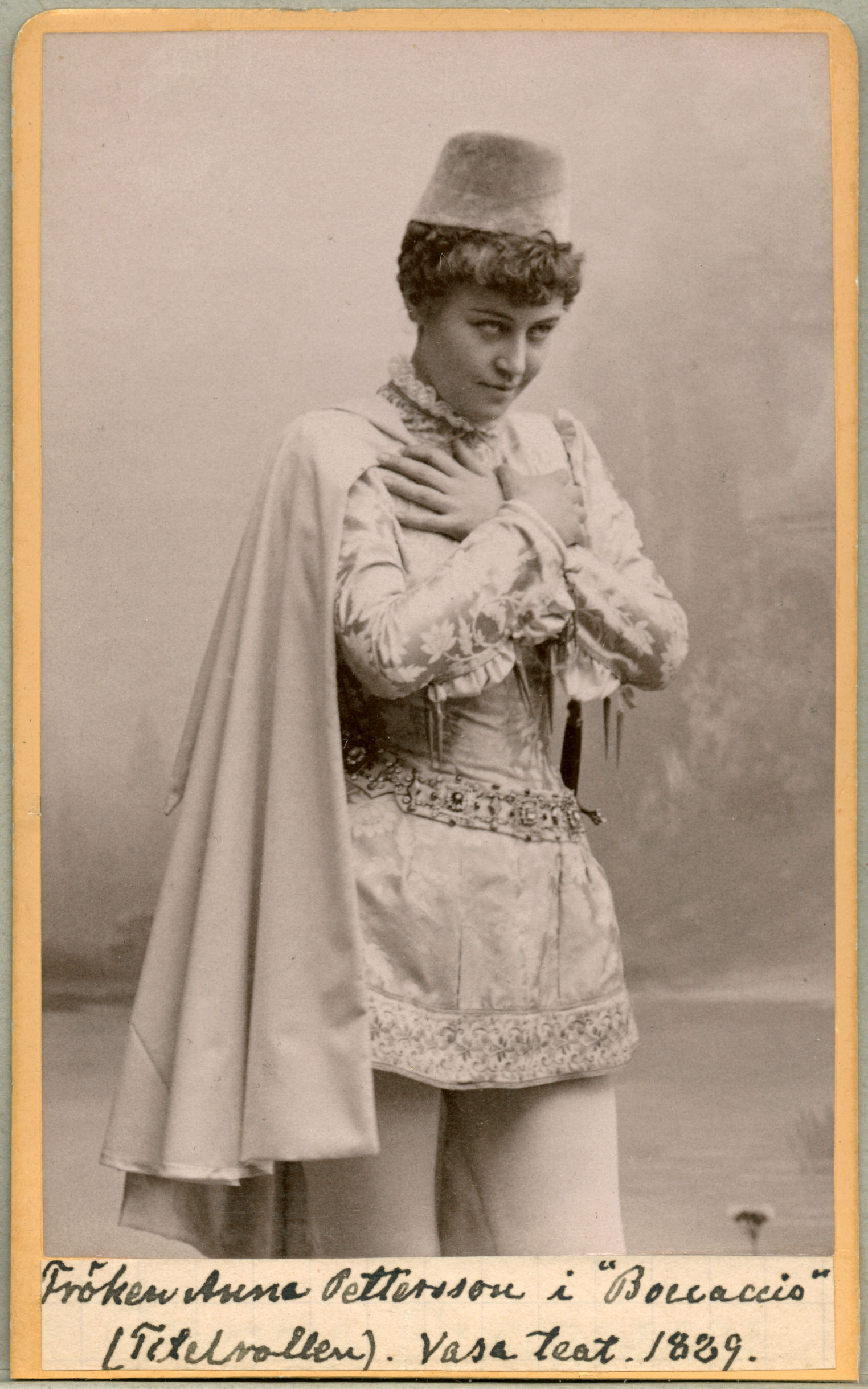
Anna Norrie på Vasateatern 1889.
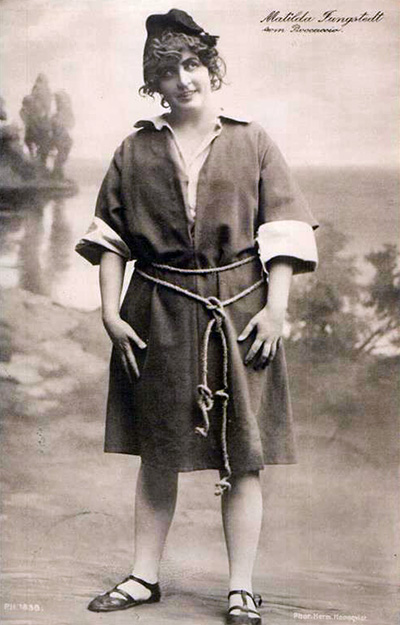
Matilda Jungstedt på Oscarsteatern  1907.
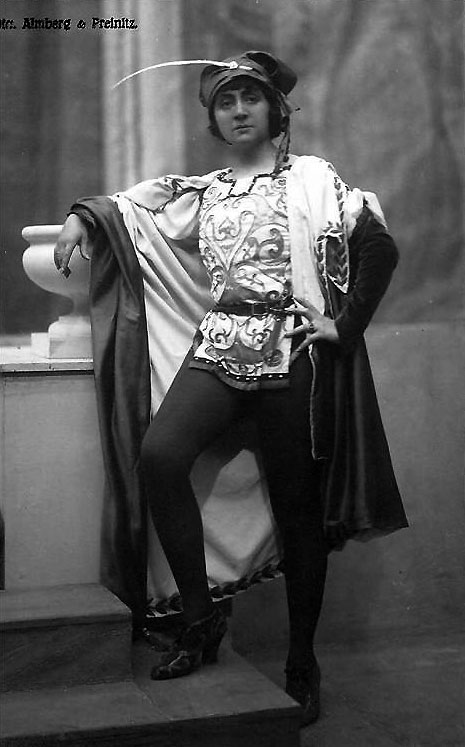
Naima Wifstrand på Oscarsteatern 1920.